# Fazi Editore
Fazi Editore è una casa editrice romana nata nel 1994.

## Storia
La casa editrice Fazi Editore prende il nome dal promotore e maggior proprietario, Elido Fazi, laureato in Economia, manager e già collaboratore dell'Economist.
L'attività nacque a ridosso della frequentazione, che risale ai primi anni ottanta, di Fazi con la scuola romana che si riuniva attorno a Prato pagano e Braci, in particolare con Gino Scartaghiande, Gabriella Sica, Claudio Damiani e Arnaldo Colasanti, che, non a caso, sono i promotori o partecipano al primo titolo pubblicato da Fazi, l'Arte poetica di Orazio, che esce nel gennaio del 1995. La collaborazione della Fazi si allarga poi a un variegato gruppo di scrittori, critici ed intellettuali romani: Emanuele Trevi, Valentino Zeichen, Franco Cordelli, Sandro Veronesi, Pietro Tripodo, Gabriele Pedullà, Filippo La Porta, Raffaele Manica, e altri.
Tra i primi titoli, oltre l’Arte poetica di Orazio figura La caduta di Iperione di John Keats. Nel corso del 1995 furono pubblicati quindici titoli ed accanto ai classici la Fazi iniziò ad occuparsi di quella che sarà per anni la sua caratteristica: la narrativa del Novecento in lingua inglese. Nei primi anni furono pubblicate infatti opere di John Fante (Un anno terribile e A ovest di Roma) che daranno notorietà alla casa editrice.
A questo filone si aggiunse quello degli esordienti italiani: Rocco Fortunato con I reni di Mick Jagger, che è stato il primo titolo della Fazi venduto all'estero, e soprattutto 100 colpi di spazzola prima di andare a dormire di Melissa P., diciassettenne di Catania. Il libro costituì un "caso letterario" ed un enorme successo di pubblico: 1 500 000 copie vendute in Italia, 3.000.000 nel mondo, tradotto in oltre quaranta paesi.
Dopo il 2001 la casa editrice incrementò la presenza nel settore della saggistica, vuoi per la posizione critica presa nei confronti della politica statunitense dopo i fatti dell'11 settembre. Il primo titolo di questo filone fu La fine della libertà di Gore Vidal.
Nel 2004 la Fazi Editore acquisì Arcana, storica casa editrice fondata negli anni settanta e specializzata in editoria musicale. Arcana fu poi ceduta nel 2007, nel quadro di una complessa e radicale ristrutturazione della casa editrice e del gruppo.
In seguito la casa editrice, mentre da un lato prosegue il suo ruolo storico di "ponte" con le letterature in lingua inglese, dall'altro si dedica anche all'esplorazione di aree letterarie meno note: i paesi dell'Est Europa, della Scandinavia, dell'America Latina.

## Collane
- Le porte - Nata nel 1995, è la collana storica della Fazi Editore.
- Le terre - Nata nel 1996, è la collana di saggistica della casa editrice.
- Le strade - Nata nel 1997, pubblica narrativa straniera contemporanea.
- Le vele - Collana di narrativa caratterizzata da ricerca umana ed esistenziale.
- Lain - Raccoglie principalmente libri young adult e fantasy. Dal gennaio 2016 la collana cambia nome in Lainya.